# A mí no me mire usted
¡A mí no me mire usted! es una película española de 1941 dirigida por José Luis Sáenz de Heredia.
La película fue estrenada en Barcelona el 16/09/1941, quince días antes que en Madrid.
Valeriano León, un actor curtido en el teatro y que también participó en cintas como "Don Floripondio" o "El Padre Pitillo", es el protagonista de esta entrañable comedia sobre un profesor de escuela con dotes de hipnotismo, cuyo don no es bien recibido en el pueblo. Como curiosidad, en un papel de extra sale un Fernando Rey que intentaba hacerse un hueco en el difícil mundo del celuloide.

## Sinopsis
Anselmo ( Valeriano León ) es un maestro de escuela con dotes de hipnotismo. Su don no es bien recibido por el pueblo y es despedido de su trabajo. Siente pasión por la enseñanza, al igual que la maestra de las niñas de la misma escuela, y se queda descorazonado por perder su empleo. Pero recibe la noticia de que ha heredado de un pariente de América, y emprende el viaje hacia el otro lado del Atlántico para descubrir allí que la famosa herencia es insignificante. Entonces conoce a alguien que le induce a utilizar sus dotes de hipnotizador para tener éxito, y Anselmo acepta para intentar conseguir dinero suficiente para realizar el sueño de hacer una escuela digna para sus alumnos junto a su admirada y amada colega maestra Matilde, viviendo disparatadas situaciones.

## Reparto
Pablo Álvarez Rubio - Don Carlos
Manuel Arbó - El Alcalde
Luis Arroyo - Gonzalo
Rosita Yarza - Matilde
Irene Caba Alba - Blasa
Fernando Freyre De Andrade - Viriato
Mariana Larrabeiti - Miss Parker
Valeriano León - Anselmo
Rafaela Rodríguez - Berta
Fernando Rey - Extra